# Коламбія (Міссісіпі)
Коламбія (англ. Columbia) — місто (англ. city) в США, в окрузі Меріон штату Міссісіпі. Населення — 5864 особи (2020).

## Географія
Коламбія розташована за координатами 31°15′26″ пн. ш. 89°49′34″ зх. д. / 31.25722° пн. ш. 89.82611° зх. д. (31.257264, -89.825987).  За даними Бюро перепису населення США в 2010 році місто мало площу 17,50 км², з яких 17,49 км² — суходіл та 0,01 км² — водойми.

## Демографія
Згідно з переписом 2010 року, у місті мешкали 6582 особи в 2415 домогосподарствах у складі 1519 родин. Густота населення становила 376 осіб/км².  Було 2815 помешкань (161/км²).
Расовий склад населення:
| - 56,1 % — білих - 40,5 % — чорних або афроамериканців - 0,8 % — азіатів - 0,2 % — корінних американців - 1,0 % — осіб інших рас |

До двох чи більше рас належало 1,3 %. Частка іспаномовних становила 2,1 % від усіх жителів.
За віковим діапазоном населення розподілялося таким чином: 24,0 % — особи молодші 18 років, 57,2 % — особи у віці 18—64 років, 18,8 % — особи у віці 65 років та старші. Медіана віку мешканця становила 37,4 року. На 100 осіб жіночої статі у місті припадало 87,5 чоловіків;  на 100 жінок у віці від 18 років та старших — 84,6 чоловіків також старших 18 років.
Середній дохід на одне домашнє господарство  становив 40 998 доларів США (медіана — 24 125), а середній дохід на одну сім'ю — 48 342 долари (медіана — 27 135). Медіана доходів становила 41 447 доларів для чоловіків та 16 673 долари для жінок. За межею бідності перебувало 41,6 % осіб, у тому числі 60,2 % дітей у віці до 18 років та 28,4 % осіб у віці 65 років та старших.
Цивільне працевлаштоване населення становило 1973 особи. Основні галузі зайнятості: освіта, охорона здоров'я та соціальна допомога — 21,8 %, роздрібна торгівля — 13,2 %, мистецтво, розваги та відпочинок — 9,9 %, сільське господарство, лісництво, риболовля — 9,4 %.